# Peter Gifford
Pour les articles homonymes, voir Gifford.
Surnommé Giffo, Peter Gifford, né en 1955, fut le 2e bassiste du groupe Midnight Oil, de 1980 à 1987.
Il s'est reconverti par la suite dans le commerce de bikinis et maillots de bains féminins avec succès.